# Proceso cuasiestático
En termodinámica, un proceso cuasiestático es el que tiene bien definidas sus variables macroscópicas y en el que el sistema se encuentra en cada instante de tiempo en un estado infinitesimalmente cercano al estado de equilibrio. Las modificaciones ejercidas sobre el sistema por fuerzas externas, se idealizan como fuerzas que solo varían infinitesimalmente a lo largo de todo el proceso termodinámico, por lo que esta descripción idealizada permite definir una ecuación de estado para el sistema a lo largo de todo el proceso.
La noción de cuasiestaticidad puede aplicarse más allá del contexto estrictamente termodinámico y se refiere a una condición comúnmente encontrada en problemas físicos y se refiere a la velocidad de cambio a la que puede imponerse una perturbación sobre un sistema macroscópico de tal manera que para todo instante del tiempo el sistema no esté lejos de un estado de equilibrio.

## Termodinámica clásica
En termodinámica clásica los estados cuasiestáticos pueden considerarse como estados de agregados de partícula que no se diferencian mucho de un estado de equilibrio estático. Es conocido que si se impone una perturbación rápida a un sistema diferentes partes del sistema no podrán interactuar debidamente hasta tener lo que se denomina propiamente un estado termodinámico coherente. En la práctica si la perturbación se aplica lentamente la distribución de las propiedades de la partícula harán que el agregado macroscópico no difiera notablemente de un estado de equilibrio. Intuitivamente, un proceso de cambio en que para cualquier momento del tiempo la situación del sistema no difiera mucho de un auténtico estado de equilibrio se denominará proceso cuasiestático. Obviamente todo proceso de cambio que dura un tiempo finito, se apartará ni que sea en una pequeña medida de un estado de equilibrio, por lo que la noción de proceso cuasiestático es una noción aproximada.
Informalmente, se dice que para que un proceso sea cuasiestático la variación de las condiciones debe ser infinitesimal con el tiempo, o en la práctica muy pequeña ya que de lo contrario el sistema presentará una situación muy alejada de un auténtico equilibrio termodinámico. Por esa razón, los cambios auténticamente infinitesimales sólo son una idealización límite de los procesos reales, esta idealización, obedece al hecho de que una fuerza finita provoca siempre estados en desequilibrio (Pj; turbulencia en un gas, ondas, distribución no uniforme de temperatura, etc.) que impiden que el sistema pueda describirse en esos estados mediante coordenadas termodinámicas. En cambio, si el sistema esta infinitesimalmente cercano al equilibrio termodinámico en cada estado a lo largo del proceso, nos permitirá definir completamente la evolución del sistema mediante una ecuación de estado.

### Irreversibilidad y los procesos cuasiestáticos
Un proceso reversible es necesariamente  cuasiestático; sin embargo, un proceso cuasiestático puede no ser reversible (Pj. Expansión libre de un gas).

## Cuasiestaticidad en otros contextos
Dado un sistema dinámico donde existen diferentes partículas o elementos pueden considerarse evoluciones de agreagados de partículas que evolucionan de acuerdo a la ley de evolución temporal del sistema termodinámico. Sobre el espacio fásico de un sistema dinámico pueden definirse distribuciones de probabilidad, que se llamarán "estados macroscópicos" y representan el comportamiento típico de las partículas que componen un agregado.
Dado un sistema cuyo estado macroscopio inicial es un estado de equilibrio y un estado macroscópico final también de equilibrio, se dice que el sistema cambia de manera cuasiestática si se aplica una perturbación sobre un sistema de manera que el sistema cambie con el tiempo lentamente. Dado un {\displaystyle \varepsilon >0} un proceso es {\displaystyle \varepsilon -}cuasiestático si:

{\displaystyle \forall t\ \exists S_{e}(t):d(S(t),S_{e}(t))<\varepsilon }

donde:
{\displaystyle S(t)} es el "estado macroscópico" del sistema en el instante t, es decir, una distribución de probabilidad sobre el espacio fásico (espacio de microestados).
{\displaystyle S_{e}(t)} es un estado de equilibrio del sistema, es decir, una distribución de probabilidad sobre el espacio fásico, para la cual la entropía es máxima siendo el valor esperado de la energía y otras variables idénticas a la distribución {\displaystyle S(t)}.
{\displaystyle d(\cdot ,\cdot )} es una distancia sobre el conjunto de distribuciones de probabilidad del espacio fásico. Puede emplearse, por ejemplo, la distancia de Mahalanobis o alguna variante basada en ella.
Nótese que {\displaystyle S(t)} y {\displaystyle S_{e}(t)} son dos distribuciones similares pero no idénticas, sobre el mismo espacio fásico de estados. La idea de la {\displaystyle \varepsilon -}cuasiestáticidad es que los estados del sistema se alejen como mucho una distancia {\displaystyle \varepsilon } de una distribución que representaría un estado de equilibrio.
Para un proceso es reversible existe siempre un proceso {\displaystyle \varepsilon }-cuasiestático para cualquier {\displaystyle \varepsilon >0}.